# Kaj Gram
Kaj Jørgen Arthur Gram, född 27 april 1897, död 25 juni 1961, var en dansk botaniker.
Kaj Gram var son till Christian Gram. Han blev filosofie doktor i Köpenhamn 1935 och professor i systematisk botanik vid Landbohöjskolen 1928. Han deltog i Ole Olufsens expedition till Sahara 1922–1923. Han utgav Karplantevegetationen i Mouydir (Emmedir) i Centralsahara (1935), Nytteplanter (1937, tillsammans med Hjalmar Jensen och August Mentz) samt arbeten över olika träsorters struktur, danska lövträd och vegetationens förändringar på Maglemose.

## Utmärkelser
- Riddare av Dannebrogorden,  1948[2]

[Redigera Wikidata]